# Остров (Владимирская область)
Остров — деревня в Камешковском районе Владимирской области России, входит в состав Сергеихинского муниципального образования.

## География
Деревня расположена в 4 км на запад от райцентра города Камешково близ автодороги 17К-7 Камешково – Ляховицы – Суздаль.

## История
В конце XIX — начале XX века деревня входила в состав Эдемской волости Ковровского уезда. В 1859 году в деревне числилось 13 дворов, в 1905 году — 30 дворов, в 1926 году — 92 хозяйств.
С 1929 года деревня входила в состав Берковского сельсовета Ковровского района, с 1940 года — в составе Коверинского сельсовета Камешковского района, с 1959 года — в составе Сергеихинского сельсовета, с 2005 года — Сергеихинского муниципального образования.

## Население
| 1859 | 1905 | 1926 |
| ---- | ---- | ---- |
| 98   | 171  | 573  |

| 1859 | 1905 | 1926 | 2002 | 2010 | 2021 |
| ---- | ---- | ---- | ---- | ---- | ---- |
| 98   | ↗171 | ↗573 | ↘33  | ↘27  | ↗58  |